# سة (يافع)

تعديل مصدري - تعديل

ســـة هي إحدى قرى عزلة لبعوس بمديرية يافع التابعة لمحافظة لحج، بلغ تعداد سكانها 340 نسمة حسب تعداد اليمن لعام 2004.